# Mediaset 3
Mediaset 3 — третий мультиплекс наземного цифрового телерадиовещания Италии, созданный акционерным обществом Elettronica Industriale из медиагруппы Mediaset. Вещает на 29-й метровой частоте IV поддиапазона UHF на Сардинии, на 24-й частоте IV поддиапазона UHF в Калабрии и на 38-й частоте V поддиапазона UHF по всей Италии.

## Телеканалы
Все телеканалы в данном мультиплексе бесплатные.
| Номер канала | Название                | Примечания                 |
| ------------ | ----------------------- | -------------------------- |
| 320          | Investigation Discovery | Платный (Mediaset Premium) |
| 334          | Studio Universal        | Платный (Mediaset Premium) |
| 341          | Eurosport               | Платный (Mediaset Premium) |
| 342          | Eurosport 2             | Платный (Mediaset Premium) |
| 505          | Canale 5 HD             | FTA HDTV                   |
| 506          | Italia 1 HD             | FTA HDTV                   |